# ريتشارد ماكينا
ريتشارد ماكينا (بالإنجليزية: Richard McKenna)‏ (9 مايو 1913، ماونتين هوم في الولايات المتحدة - 1 نوفمبر 1964، تشابل هيل في الولايات المتحدة)؛ كاتب سيناريو وروائي أمريكي. درس في جامعة ولاية كارولينا الشمالية في تشابل هيل.

## روابط خارجية
- ريتشارد ماكينا على موقع IMDb (الإنجليزية)